# Торричелла-дель-Піццо
Торричелла-дель-Піццо (італ. Torricella del Pizzo) — муніципалітет в Італії, у регіоні Ломбардія,  провінція Кремона.
Торричелла-дель-Піццо розташована на відстані близько 390 км на північний захід від Рима, 100 км на південний схід від Мілана, 25 км на південний схід від Кремони.
Населення — 634 особи (2014).

## Демографія
Населення за роками:

Станом на 1 січня 2023 року в муніципалітеті офіційно проживало 56 іноземців з 9 країн, серед них 19 громадян країн Євросоюзу та 1 громадянин України.

## Сусідні муніципалітети
- Гуссола
- Мотта-Балуффі
- Роккаб'янка
- Скандолара-Равара
- Сісса-Треказалі